# Фредерік Ліндсей
Фредерік Ліндсей (англ. Robin Lindsay, 11 січня 1914 — 6 квітня 2011) — британський хокеїст на траві.
Срібний призер Олімпійських Ігор 1948 року.